# Век Богов

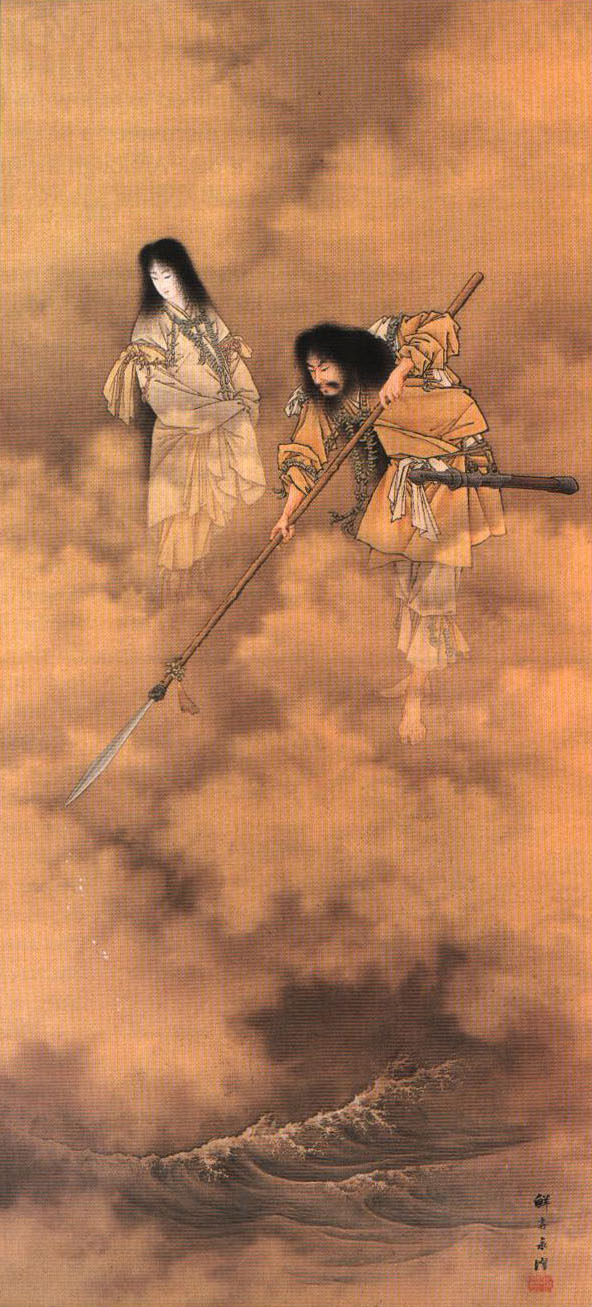
Идзанаги и Идзанами. Картина Кобаяси Эитаку, ок. 1885 г.

Век Богов (яп. 神代 Камиё/Дзиндай) — в японской мифологии, это период до прихода к власти первого императора Японии Дзимму. Период «Века Богов» описан в «верхнем свитке» Кодзики (Камицумаки) и в первой и второй главах Нихон Сёки. Царствование императора Дзимму и последующих императоров считается периодом «века людей» (人代 Хитоё).

## Миф
Согласно ранней мифологии, японские острова были созданы богами Идзанаги и Идзанами. Небесные боги своим повелением двум богам Идзанаги и Идзанами поручили: «Закончите дело с этой носящейся по морским волнам землёй и превратите её в твердь». Спустившись на Амано Укихаси («Небесный Плавучий Мост»), Идзанаги и Идзанами поглядели на землю и океан. Своё украшенное драгоценными камнями «небесное драгоценное копьё» (Амэнонухоко), которое им дали боги существовавшие до них, они погрузили в океан и создали первый остров, что назвали остров Оногоро («самосгустившийся остров»). Сойдя на остров, Идзанаги и Идзанами воздвигли в его центре «небесный столб» (амэ-но махасира) и построили покои (дворец) Яхиродоно («покои (дворец) в восемь хиро»).
Идзанаги спросил богиню Идзанами, свою младшую сестру: «Как устроено твоё тело?»; и тогда она ответила — «Моё тело росло-росло, а есть одно место, что так и не выросло». Тогда Идзанаги-но микото произнёс: «Моё тело росло-росло, а есть одно место, что слишком выросло. Потому, думаю я, то место, что у меня на теле слишком выросло, вставить в то место, что у тебя на теле не выросло, и родить страну. Ну как, родим?». После этих слов, богиня Идзанами ответила — «Это будет хорошо!». Тут бог Идзанаги произнёс: «Если так, я и ты, обойдя вокруг этого небесного столба, супружески соединимся. Ты справа навстречу обходи, я слева навстречу обойду», — и когда, условившись, стали обходить, богиня Идзанами, первой сказала: «Поистине, прекрасный юноша!» — а после неё бог Идзанаги сказал: «Поистине, прекрасная девушка!» — и после того, как каждый сказал, бог Идзанаги своей младшей сестре возвестил: «Нехорошо женщине говорить первой». И все же начали они брачное дело, и дитя, что родили, было дитя-пиявка (хируго). Это дитя посадили в тростниковую лодку (асибунэ) и пустили плыть. За тем родили Авасима (Пенный остров). И его тоже за дитя не сочли. Тут два бога, посоветовавшись, сказали: «Дети, что сейчас родили мы, нехороши. Нужно изложить это перед небесными богами», — и вот, вместе поднялись на Такамагахару (яп. 高天原 Равнина высокого неба) и испросили указания небесных богов. Тут небесные боги, произведя магическое действо, приказали: «Потому нехороши были дети, что женщина первой говорила. Снова спуститесь и заново скажите». И вот тогда, спустились обратно и снова, как раньше, обошли тот небесный столб. Тут бог Идзанаги, первым сказал: «Поистине, прекрасная девушка!» — после него богиня Идзанами сказала: «Поистине, прекрасный юноша!». И после этих слов, соединились, дитя, которое родили, был остров Авадзи-но-хо-но-са-вакэ. За ним остров Иё-но-футана, Двуименный, родили. Этот остров телом один, а лица имеет четыре. Это выражение, видимо, связано с персонификацией острова Иё-но-футана: он идентифицируется с современным островом Сикоку, который разделён горным хребтом на четыре провинции. У каждого лица есть своё имя. Потому страна Иё зовётся Эхимэ, страна Сануки зовётся Ииёри-хико, страна Ава зовётся Оо-гэцу-химэ, страна Тоса зовётся Такэёри-вакэ. За ним остров Окиномицуго, Трехименный, родили. Другое имя Амэ-но-осикоро-вакэ. За ним остров Цукуси родили. И этот остров тоже — телом один, а лица имеет четыре. У каждого лица есть своё имя. Потому страна Цукуси зовётся Сирахи-вакэ, страна Тоёкуни зовётся Тоёхи-вакэ, страна Хи зовётся Такэхимукахи-Тоёкудзихинэ-вакэ, страна Кумасо зовётся Такэхи-вакэ. За ним остров Ики родили. По-другому Амэхитоцубасира зовётся. За ним остров Цусима родили. По-другому Амэ-но-садаёри-химэ зовётся. За ним остров Садо родили. За ним остров Оо-ямато-тоёакидзусима родили. По-другому Амацумисора-тоёакидзунэ-вакэ зовётся. И вот, потому, что эти восемь островов раньше других рождены были, они зовутся Оо-ясимагуни — Страна Восьми Больших Островов. Оо-я-симагуни переводиться как Страна Восьми Больших Островов на основании входящего в это название слова «я» — восемь. Слово «я» может означать и понятие множества (так, Д. Цугита толкует его здесь в значении би — «простираться», «длиться», то есть «быть многочисленным», и предлагает название «Оо-я-сима» понимать как «Страна Множества Островов»). Однако стоит полагать, что в данном случае, как сама идеограмма, так и конкретная ситуация диктуют понимание слова «я» в значении «восемь». Число восемь несомненно является «священным» числом в верованиях и в быту японцев наряду с числами «семь» (семь богов счастья), «пять» (пять чашек в обычном чайном наборе), «три» (три чашечки для сакэ, которыми, опять-таки, трижды обмениваются жених и невеста во время свадебного обряда и т. п.). Название «Страна Восьми Островов» фигурирует и как поэтическая метафора Японии. Рождением «Восьми Больших Островов» заканчивается в «Кодзики» важный этап — создание богами Идзанаги и Идзанами основной территории страны. Также было рождено множество других божеств.
После этого Идзанами родила второстепенные острова, которые окружают главные, и основных богов моря и неба, ветра, деревьев, гор и т .д. Множество богов родилось из чрева Идзанами. Во время рождения бога огня Кагуцути, лоно богини Идзанами было опалено его пламенем, и она слегла в болезни. Имена богов, тех, что родились из её блевотины, были: Канаяма-бико-но ками — Бог-Юноша Рудной Горы, Канаяма-бимэ-но ками — Богиня-Дева Рудной Горы. Имена богов, тех, что родились из испражнений, были: Ханиясу-бико-но ками — Бог-Юноша Вязкой Глины, Ханиясу-бимэ-но ками — Богиня-Дева Вязкой Глины. Имена богов, тех, что родились из её мочи, были: Мицуха-но-мэ-но ками — Богиня Бегущих Вод, Вакумусуби-но ками — Молодой Бог Творящих Сил. Дитя этого бога зовётся Тоёукэ-бимэ-но ками — Богиня-Дева Обильной Пищи.
И вот, богиня Идзанами, из-за того что родила бога огня, после всего этого, удалилась (камусаримасики, глагол камусару — то же, что камисару — «скончаться»). На данном этом оканчивается определённый этап процесса создания страны: заселение её богами рек и морей, гор со склонами и долинами, появление злаков — всего, что необходимо для жизни человека на земле. Значительный интерес представляет и примечание: дети, рождённые обоими богами до оформления ими брака, были плохими, неудачными детьми. Не вошёл в число детей и остров Оногородзима — и он был создан богами до заключения брака, а потому и особым способом: из капель соли (то есть не так, как рождаются дети у людей). Бог Идзанаги сказал: «Возлюбленная моя женушка-богиня! На одно-единственное дитя я променял тебя», — и, когда ползая в головах у неё, ползая в ногах у неё, плакал, божество, явившееся из его слёз, под сенью деревьев, на холмах, что составляют подножие горы Кагуяма, обитая, зовётся Накисавамэ-но ками — Плачущая Богиня Болот.
И вот, бог Идзанаги погреб ту удалившуюся богиню Идзанами в горе Хиба-но-яма, что стоит на границе между страной Идзумо и страной Хахаки. Тут бог Идзанаги обнажил меч в десять пястей, что его опоясывал, и снёс голову своему сыну, Кагуцути. Тогда кровь, что пристала к острию священного меча, сбежала на гряду скал, и имя явившегося при этом бога было Ивасаку-но ками — Бог Грома, Рассекающий Скалы. За ним Нэсаку-но ками — Бог Грома, Рассекающий Основания Скал. За ним Ивацуцу-но-о-но ками — Бог-Муж Каменного Молота. Затем та кровь, что пристала к гарде священного меча, что его опоясывал, тоже сбежала на гряду скал, и имя явившегося при этом бога было Микахаяхи-но ками — Бог Устрашающего Быстрого Огня. За ним Хихаяхи-но ками — Огненный Бог Быстрого Огня. За ним Такэмикадзути-но-о-но ками — Доблестный Устрашающий Бог-Муж. Другое имя Такэфуцу-но ками — Бог Доблестного Удара Мечом. Ещё другое имя Тоёфуцу-но ками — Бог Могучего Удара Мечом. Затем кровь, что скопилась на рукоятке священного меча, что его опоясывал, просочилась меж пальцев бога Идзанаги, и имя явившегося при этом бога было Кураоками-но ками — Бог-Дракон Ущелий. За ним Курамицуха-но ками — Бог Потоков в Долинах. Имя бога, что явился в голове убитого бога Кагуцути-но ками, было Масакаяма-цуми-но ками — Бог-Дух Крутых склонов. Имя бога, за ним явившегося в груди бога Кагуцути было Одояма-цуми-но ками — Бог-Дух Косогоров. Имя бога, за ним явившегося в чреве бога Кагуцути было Окуяма-цуми-но ками — Бог-Дух Глуби Гор. Имя бога, за ним явившегося в тайных местах бога Кагуцути было Кураяма-цуми-но ками — Бог-Дух Теснин. Имя бога, за ним явившегося в левой руке бога Кагуцути было Сигияма-цуми-но ками — Бог-Дух Лесистых Гор. Имя бога, за ним явившегося в правой руке бога Кагуцути было Хаяма-цуми-но ками — Бог-Дух Предгорий. Имя бога, за ним явившегося в левой ноге бога Кагуцути было Хараяма-цуми-но ками — Бог-Дух Плоскогорий. Имя бога, за ним явившегося в правой ноге бога Кагуцути было Тояма-цуми-но ками — Бог-Дух Передних Склонов. И вот, имя священного меча, которым отсек голову богу Кагуцути, стало Амэ-но-охабари — Небесный Расширяющийся Клинок. Другим именем зовётся Ицу-но-охабари — Священный Мощный Клинок.
Тут бог Идзанаги, желая увидеться со своей женой, богиней Идзанами, отправился за нею в Ёми-но куни — Страну Жёлтых Вод. (Страна Жёлтых Вод, или Страна Жёлтого источника. Название заимствовано из даосских источников. Фонетически звучит как Ёмоцукуни («Страна Тьмы»). Другие названия — «Страна Корней», «Донная страна», «Страна Матери», «Место, куда уходят мёртвые».) И вот, когда она вышла ему навстречу из дверей, преграждавших вход, бог Идзанаги сказал: «Моя возлюбленная женушка-богиня! Страна, что я и ты создавали, ещё не до конца создана. Потому должно тебе вернуться». Тогда богиня Идзанами сказала в ответ: «Прискорбно мне, что раньше не пришёл. Я отведала пищи с очага Страны Жёлтых Вод. И все же, мой возлюбленный муженек-бог, смущена я тем, что ты явился сюда. Потому посоветуюсь-ка я с богами Страны Жёлтых Вод о том, что намерена вернуться. Не изволь на меня смотреть». Так сказав, вошла обратно в свои покои, и очень много времени прошло, так что заждался её бог Идзанаги. И вот, он выдернул толстый зубец из священного сияющего гребня, что держал пучок волос у него над левым ухом, зажёг огонь и взглянул, войдя, а у неё в теле несметное количество червей копошилось-шуршало, в голове Громадина-гром сидел, в груди Огонь-гром сидел, в животе Тьма-гром сидел, в тайных местах Разрыв-гром сидел, в правой руке в Землю Ударяющий гром сидел, в левой ноге Грохот-гром сидел, в правой ноге Травы Пригибающий гром сидел, всего — восемь богов грома было. Тут бог Идзанаги- при виде этого испугался и обратился в бегство, а богиня Идзанами сказала: «Ты мне стыд причинил!» — и пустила в погоню за ним фурий Страны Жёлтых Вод. Тогда бог Идзанаги снял с головы чёрную сетку кадзура и бросил её, и тут же родились из неё плоды дикого винограда. Пока фурии их подбирали и пожирали, дальше побежал, а они снова пустились в погоню, и тогда, на этот раз, вытащил сияющий гребень, что держал пучок волос над правым ухом, и бросил его, и тут же родились из него побеги бамбука. Пока фурии их выдёргивали и пожирали, дальше побежал. Теперь тех восьмерых богов грома пустила в погоню, а с ними и воинство Страны Жёлтых Вод, в тысячу пятьсот числом. Тогда бог Идзанаги обнажил меч в десять пястей, что его опоясывал, и, за спиной им размахивая, дальше побежал, а они снова за ним, и, когда достиг прохода Ёмоцухира, сорвал три персика с дерева, что у того прохода находилось, дождался воинства и атаковал его, и все они обратно побежали. Тогда бог Идзанаги-но микото сказал тем персикам: «Вы! Как меня спасли, так же должны вы спасать земную поросль людскую, что обитает в Тростниковой Равнине-Серединной Стране, когда попадёт она в пучину бед и горевать и жаловаться станет!» — так сказал и нарёк их именем Оо-каму-дзуми-но микото — Великие Божественные Боги-Духи. Напоследок та богиня Идзанами, жена, сама пустилась в погоню. Тогда бог Идзанаги скалу, что лишь тысяче человек была бы под силу, к тому проходу Емоцухира придвинул-загородил, и, когда они по обе стороны той скалы, друг против друга стоя, свой брак расторгали, богиня Идзанами сказала: «Мой возлюбленный муженек-бог! Если так поступишь, я поросль людскую в твоей стране по тысяче в день душить стану». Тогда бог Идзанаги изволил сказать: «Моя возлюбленная женушка-богиня! Если ты так поступишь, я по тысяче пятьсот домиков для рожениц в день возводить стану». Потому-то на тысячу человек, что непременно в день умирает, непременно по тысяче пятьсот человек в день нарождается. И вот, той богине Идзанами дал имя: Ёмоцу оо-ками — Великое Божество Страны Жёлтых Вод. И ещё сказал: «Из-за того, что в погоню пустилась, Тисики-но оо-ками — Великим Божеством Погони нарекаю тебя». А ещё скалу, которой загородил проход, Тигаэси-но оо-ками — Великий Бог, Обративший Вспять Богиню, нарёк, а ещё она зовётся Саяримасуёмидо-но оо-ками — Великий Бог Двери, Преградившей Вход. Потому тот проход, что звался Ёмоцухирасака, ныне проходом Ифуядзака (Ифуядзака дословно: «Приветствие ночи») в стране Идзумо зовётся.
Затем Великий Бог Идзанаги сказал: «Я в нечистой стране-скверны побывал. Совершу очищение», — и прибыл на равнину Авакихара, к устью реки Татибана, в Химука, что в Цукуси, и там совершил очищение. И вот, имя бога, что явился из отброшенного посоха Идзанаги, было Цукитацуфунадо-но ками — Бог-Поводырь. Имя бога, что явился из отброшенного затем пояса Идзанаги, было Мити-но-нагатиха-но ками — Бог Длинных Придорожных Камней. Имя бога, что явился из отброшенного затем кошеля Идзанаги, было Токихакаси-но ками — Бог Счета Часов. Имя бога, что явился из отброшенного затем платья Идзанаги, было Вадзураи-но-уси-но ками — Бог-Правитель Несчастий в Пути. Имя бога, что явился из отброшенных затем хакама, было Тимата-но ками — Бог Развилок Дорог. Имя бога, что явился из отброшенной затем кагафури, было Акигуи-но-уси-но ками — Бог-Правитель — Пожиратель Зла. Имя бога, что явился из отброшенного затем браслета с левой руки, было Окидзакару-но ками — Бог Морской Дали. Следующего Окицунагиса-бико-но ками — Юноша-Бог Прибоя в Открытом Море. Следующего Окицукахибэра-но ками — Бог Морской Прибрежной Полосы. И вот, бог Идзанаги сказал: «Верхнее течение — стремительное течение. Нижнее течение — слабое течение», — и, когда впервые в среднее течение спустился и, погрузившись в него, омылся, имя бога, что явился тогда, было Ясомагацухи-но ками — Бог Множества Зол. Следующее Оо-магацухи-но ками — Бог Больших Зол. Эти двое богов, явились из нечистот того времени, когда в нечистой стране-скверны побывал Идзанаги. Имя богов, что явились затем, чтобы исправить зло, были: Камунаоби-но ками — Бог Божественного Исправления, Оо-наоби-но ками — Бог Великого Исправления, Идзуномэ-но ками — Богиня-Священная Женщина. Имена богов, что явились затем, когда на дне воды Идзанаги омывался, были: Сокоцу-вата-цуми-но ками — Бог-Дух Морского Дна, Сокоцуцу-но-о-но микото — Бог-Муж Правитель Дна. Имена богов, что явились, когда в середине воды омывался, были: Накапу-вата-цуми-но ками — Бог-Дух Средних Вод Моря, Накацуцу-но-о-но микото — Бог-Муж Морской Середины. Имена богов, что явились, когда на поверхности воды омывался, были: Увацу-вата-цуми-но ками — Бог-Дух Морской Поверхности, Увацу-но-о-но микото — Бог-Муж Морской Поверхности.
И вот, имя божества, что явилось, когда бог Идзанаги свой левый глаз омывал, было Аматэрасу-о-миками. Имя бога, что явился затем, когда свой правый глаз омывал, было Цукуёми-но микото. Имя бога, что явился затем, когда свой нос омывал, было Такэхая Сусаноо-но Микото.
Тут бог Идзанаги, сильно обрадовавшись, сказал: «Я детей рождал-рождал, и напоследок трёх высоких детей получил», — так сказал и тут же снял с шеи ожерелье из жемчужин и, тряся его так, что звенели они, передал его Великой Священной Богине Аматэрасу-о-миками и наказал ей: «Ты, богиня, ведай Равниной Высокого Неба». Потому ожерелье то из жемчужин зовётся Микуратанано-но ками — Бог Священного Хранилища. Затем богу Цукуёми-но микото наказал: «Ты, бог, ведай страной, где властвует ночь». Затем богу Такэхая Сусаноо-но Микото наказал: «Ты, бог, ведай равниной моря».